# Vordingborgs amt
Vordingborgs amt (danska: Vordingborg Amt) var ett amt i sydöstra Danmark. Amtet omfattade ett område i den södra delen av ön  Själland samt ett antal mindre närliggande öar som Enø, Gavnø, Dybsø, Masnedø, Tærø och Langø. Utöver residensstaden Vordingborg, omfattade det även städerna Næstved och Præstø.

## Administrativ historik
Vordingborgs amt bildades när Danmarks län ersattes av amt 1662 och ersatte då de dåvarande slottslänen Jungshoveds län och Vordingborgs län.
Amtet upphörde 1750 då det, tillsammans med Tryggevælde amt, blev en del av det då nybildade Præstø  amt, som sedan i sin tur till större delen blev en del av Storstrøms amt i samband med kommunreformen 1970. Sedan kommunreformen 2007 tillhör området Region Själland.

## Härader
Vordingborgs amt omfattade tre härader:
- Bårse härad
- Hammers härad
- Tybjergs härad